# Israël op het Eurovisiesongfestival 1990
Israël nam deel aan het Eurovisiesongfestival 1990 in Zagreb, Joegoslavië.
Het was de 16de deelname van Israël aan het festival. 
De nationale omroep IBA was verantwoordelijk voor de bijdrage van Israël voor 1990.

## Selectieprocedure
Over de selectieprocedure van Israel voor 1990 is niets meer bekend.

## In Zagreb
In Joegoslavië trad Israël als tiende van 22 landen aan, na Noorwegen en voor Denemarken. Het land behaalde een 18de plaats, met 16 punten.
België  en  Nederland gaven respectievelijk 0 en 4 punten aan deze inzending.

### Gekregen punten

#### Finale
| 12 punten | 10 punten               | 8 punten | 7 punten      | 6 punten      |
| --------- | ----------------------- | -------- | ------------- | ------------- |
|           |                         |          |               |               |
| 5 punten  | 4 punten                | 3 punten | 2 punten      | 1 punt        |
| - Finland | - Duitsland - Nederland |          | - Zwitserland | - Joegoslavië |

### Punten gegeven door Israël

#### Finale
Punten gegeven in de finale:
| 12 punten | Joegoslavië         |
| 10 punten | Verenigd Koninkrijk |
| 8 punten  | IJsland             |
| 7 punten  | Denemarken          |
| 6 punten  | Frankrijk           |
| 5 punten  | Cyprus              |
| 4 punten  | Noorwegen           |
| 3 punten  | Finland             |
| 2 punten  | Nederland           |
| 1 punt    | Italië              |

1973 · 1974 · 1975 · 1976 · 1977 · 1978 · 1979 · 1980 · 1981 · 1982 · 1983 · 1984 · 1985 · 1986 · 1987 · 1988 · 1989 · 1990 · 1991 · 1992 · 1993 · 1994 · 1995 · 1996-1997 · 1998 · 1999 · 2000 · 2001 · 2002 · 2003 · 2004 · 2005 · 2006 · 2007 · 2008 · 2009 · 2010 · 2011 · 2012 · 2013 · 2014 · 2015 · 2016 · 2017 · 2018 · 2019 · 2020 · 2021 · 2022 · 2023 · 2024 · 2025